# Outstanding Civil Engineering Achievement Award
Der Outstanding Civil Engineering Achievement Award (OCEA) ist eine von der American Society of Civil Engineers (ASCE) seit 1960 vergebene Auszeichnung für nationale oder internationale Bauprojekte, die einen bedeutenden Beitrag zur Entwicklung des Bauingenieurwesens und der Gesellschaft geleistet haben. Gegenüber dem individuellen Beitrag würdigt die Auszeichnung besonders die gemeinschaftliche Leistung der Ingenieure bei einem Projekt. Es können sowohl zivile als auch militärische Bauprojekte ausgezeichnet werden.

## Ausgezeichnete Projekte
- 1960 – St. Lawrence Power and Seaway Project
- 1961 – John F. Kennedy International Airport
- 1962 – ICBM Facility Construction Program[1]
- 1963 – Ohio River Valley Clean Streams Program
- 1964 – Glen Canyon Dam
- 1965 – Chesapeake Bay Bridge-Tunnel
- 1966 – Kennedy Space Center Launch Complex 39
- 1967 – Gateway Arch
- 1968 – San Mateo–Hayward Bridge
- 1969 – Oroville Dam & Edward Hyatt Power Plant
- 1970 – Armco Steel’s Works in Middleton
- 1971 – World Trade Center
- 1972 – California State Water Project
- 1973 – Pumpspeicherkraftwerk Ludington
- 1974 – Land Reclamation Program of Fulton County
- 1975 – Keowee-Toxaway Hydroelectric Project
- 1977 – Lower Snake River Project
- 1978 – Superior Midwest Energy Terminal
- 1979 – The District of Columbia Metrorail Transit System
1979 – Trans-Alaska-Pipeline
- 1980 – Cognac Bohrplattform (Golf von Mexiko)
- 1981 – Industry Hills Civic Recreation-Conservation Area (Los Angeles)
- 1982 – Louisiana Offshore Oil Port (Golf von Mexiko)
- 1983 – Civil And Mineral Engineering Building (University of Minnesota)
- 1984 – Hale Boggs Memorial Bridge
- 1985 – Center City Commuter Connection
- 1986 – Tunnel and Reservoir Plan (Chicago Deep Tunnel)
- 1987 – Restaurierung der Freiheitsstatue
- 1988 – Southwest Corridor Project
- 1989 – Bullwinkle Bohrplattform (Golf von Mexiko)
- 1990 – Mount Baker Ridge Tunnel/Lid Complex
- 1991 – Mount St. Helens Recovery Effort
- 1992 – West Seattle Low-Level Bridge (Seattle)
- 1993 – Glenwood Canyon Project (Interstate 70)
- 1994 – Sidestream Elevated Pool Aeration System (Chicago)
- 1995 – Auger Tension Leg Bohrplattform (Golf von Mexiko)
- 1996 – Ted-Williams-Tunnel, Central Artery/Tunnel Project
- 1997 – Denver International Airport
- 1998 – Interstate H-3
- 1999 – Los Vaqueros Stausee (Diablo Range)
- 2000 – Cape Hatteras Light Station Relocation Project
- 2001 – Whittier Access Project
- 2002 – Interstate 15 in Salt Lake City
- 2003 – Milwaukee Art Museum
- 2004 – Leonard P. Zakim Bunker Hill Memorial Bridge
- 2005 – Rio-Andirrio-Brücke
- 2006 – Saluda Dam Remediation Project (Lexington County)
- 2007 – Golden Gate Bridge Seismic Retrofit Phase II
- 2008 – Woodrow Wilson Bridge (Alexandria)
- 2009 – Groundwater Replenishment System (Orange County)
- 2010 – Sutong-Brücke
- 2011 – Riverbank Filtration Tunnel and Pump Station (Louisville)
- 2012 – Mike O’Callaghan-Pat Tillman Memorial Bridge
- 2013 – Alvarado Water Treatment Plant Expansion Project (San Diego)
- 2014 – Inner Harbor Navigation Canal (New Orleans)
- 2015 – Halley VI Antarctic Research Station
- 2016 – Dragon Bridge (Da Nang) (Vietnam)
- 2017 – Emergency & Carryover Storage Project (San Diego)
- 2018 – Second Avenue Subway - Phase 1 (New York City)
- 2019 – 150 North Riverside (Chicago)
- 2020 – Bayonne Bridge (Staten Island)
- 2021 – Niagara Falls State Park Transformation Initiative (Niagara Falls)
- 2022 – Rainier Square Tower (Seattle)